# Síran strontnatý
Síran strontnatý je bílá, krystalická, anorganická sloučenina bez zápachu se vzorcem SrSO4. Je velice špatně rozpustná ve vodě a v dalších rozpouštědlech.

## Výskyt
Síran strontnatý se v přírodě vyskytuje jako nerost celestin. Tvoří také schránky některých mřížovců, jednobuněčných mořských organismů.

## Výroba a reakce
Tato látka se průmyslově vyrábí reakcí kyseliny sírové s hydroxidem strontnatým či uhličitanem strontnatým:
Sr(OH)2 + H2SO4 → SrSO4 + 2 H2O
SrCO3 + H2SO4 → SrSO4 + H2O + CO2
Tato látka reaguje s hydroxidem sodným za vzniku síranu sodného a hydroxidu strontnatého, ze kterého je možno vyrobit kovové stroncium:
SrSO4 + 2 NaOH → Na2SO4 + Sr(OH)2
Sr(OH)2 → SrO + H2O
3 SrO + 2 Al → 3 Sr + Al2O3

## Využití
Jako minerál se tato látka využívá na výrobu stroncia výše uvedenou reakcí. Synteticky vyráběný síran strontnatý se zřídka využívá v pyrotechnice.